# Arnold R. Klemola
| Entdeckte Asteroiden: 16 | Entdeckte Asteroiden: 16 | Entdeckte Asteroiden: 16 |
| ------------------------ | ------------------------ | ------------------------ |
| Nummer und Name          | Entdeckungsdatum         | Mitentdecker             |
| (1770) Schlesinger       | 10. Mai 1967             | C. Cesco                 |
| (1829) Dawson            | 6. Mai 1967              | C. Cesco                 |
| (1934) Jeffers           | 2. Dezember 1972         |                          |
| (1991) Darwin            | 6. Mai 1967              | C. Cesco                 |
| (2014) Vasilevskis       | 2. Mai 1973              |                          |
| (2131) Mayall            | 3. September 1975        |                          |
| (2179) Platzeck          | 28. Juni 1965            |                          |
| (2202) Pele              | 7. September 1975        |                          |
| (2261) Keeler            | 20. April 1977           |                          |
| (2308) Schilt            | 6. Mai 1967              | C. Cesco                 |
| (2370) van Altena        | 10. Juni 1965            |                          |
| (2504) Gaviola           | 6. Mai 1967              | C. Cesco                 |
| (3712) Kraft             | 22. Dezember 1984        |                          |
| (5757) Tichá             | 6. Mai 1967              | C. Cesco                 |
| (8128) Nicomachus        | 6. Mai 1967              | C. Cesco                 |
| (10450) Girard           | 6. Mai 1967              | C. Cesco                 |

Arnold Richard Klemola (* 20. Februar 1931 in Pomfret, Connecticut; † 5. Januar 2019) war ein US-amerikanischer Astronom. Er arbeitete am Lick-Observatorium auf dem Mount Hamilton in Kalifornien.
Klemola war der Entdecker oder Mitentdecker von 16 Asteroiden sowie des Kometen 68P/Klemola. Die meisten seiner Entdeckungen machte er zusammen mit Carlos Cesco.
Der Asteroid (1723) Klemola wurde nach ihm und Schulleiterin und Amateurastronomin Irja Klemola aus Turku benannt.
Er starb 87-jährig im Januar 2019.